# Der Geisha Boy
Geisha-Boy ist eine US-amerikanische Filmkomödie von Frank Tashlin, die am 2. November 1958 in die US-Kinos kam und am 21. Dezember 1959 in Deutschland startete. In Österreich wurde der Film unter dem Titel Der Geisha Boy veröffentlicht.

## Handlung
Der Magier Wooley und sein Partner Harry, ein Hase, wollen amerikanische Soldaten in Japan und Korea mit ihren Kunststücken begeistern. Während Harry mit ein paar Karotten zufrieden ist, verdient Wooley kaum genügend Geld, um zu überleben. Dennoch zeigt er für wenig Geld seine Fingerfertigkeit und unterhält sein Publikum trefflich. Wooley lässt jedoch nicht nur die Soldaten ihren Alltag vergessen, sondern kümmert sich auch um einen japanischen Waisenjungen, den er durch seine Fürsorge und mit viel Humor aus seiner Isolation lockt.

## Kritiken
„Einer der bekanntesten Jerry-Lewis-Filme von Frank Tashlin, der neben der üblichen Groteskkomik und sentimentalen Elementen eine Art Selbstpersiflage des Hollywoodfilms enthält. (TV-Titel auch: Jerry außer Rand und Band).“

## Hintergrund
Suzanne Pleshette gab in Geisha-Boy ihr Filmdebüt.

## Trivia
Nach dem Fall der Berliner Mauer erlangte der Film wieder Bekanntheit, weil er bei einer Durchsuchung von Erich Honeckers Datscha in dessen privatem Filmarchiv gefunden wurde.